# Eusebio Castelo Serra
Eusebio Castelo Serra (Segovia, 1825-Madrid, 1892) fue un médico español.

## Biografía
Nació en Segovia en 1825. Estudió en el  colegio de humanidades que tenía establecido en Madrid su tío Francisco Serra. En el Real Colegio de San Carlos, en Madrid, siguió la carrera de medicina, que terminó con los estudios del doctorado. Concluida esta se dio a conocer escribiendo primero en el periódico titulado Boletín de Medicina y Cirugía, y continuando después cuando se refundió en El Siglo Médico. Castelo, que era miembro de la Real Academia de Medicina y llegó a ser presidente de la misma en 1890, en 1858 fue nombrado médico del hospital de San Juan de Dios de Madrid. Fallecido el 27 de enero de 1892 en Madrid, fue enterrado en el cementerio de San Isidro. El 3 de febrero de ese mismo año el Ayuntamiento de Segovia decidió dedicarle el nombre de una calle de la ciudad.